# St. Jakobus (Appenrode)

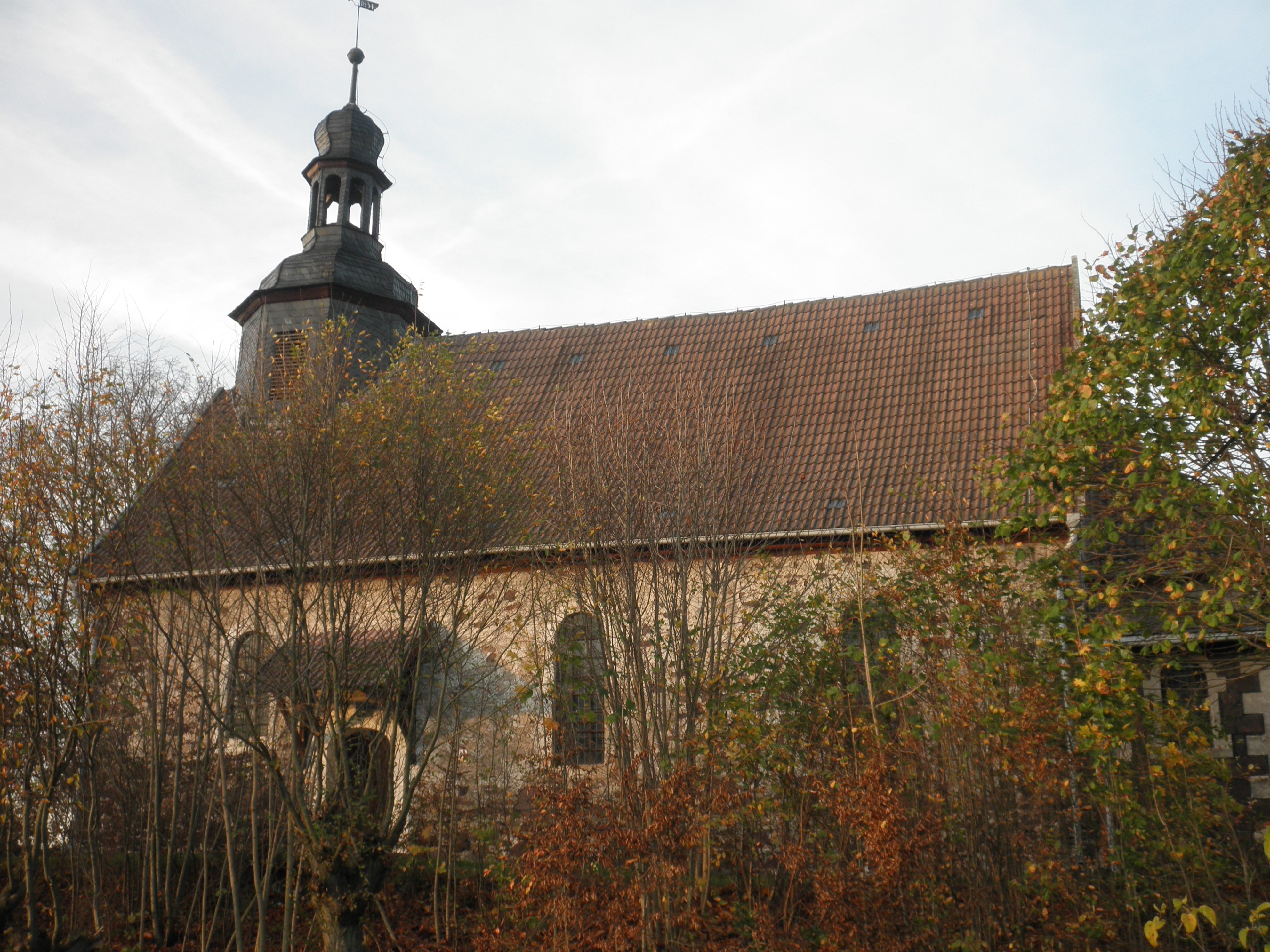
St. Jakobus

Die Kirche St. Jakobus in Appenrode ist eine evangelische Kirche im Landkreis Nordhausen in Thüringen, die zum Kirchenkreis Südharz gehört.

## Geschichte
Die Kirche St. Jakobus in Appenrode wurde 1718 aus teilweise verputzten Bruchsteinen errichtet und besteht aus einem Saalbau mit einem hölzernen Tonnendach und einem Turm als Teil des westlichen Daches. Die Welsche Haube ist verschiefert. Um 1900 wurde ein Chor im Osten angebaut. In den 1960er Jahren kam es zu umfangreichen Erneuerungsarbeiten, unter anderem wurden ein neues Altarfenster geschaffen sowie ein Ausbau der Empore vorgenommen.
Die Taufengel sowie der barocke Altar sind nicht mehr vorhanden. Die Wetterfahne trägt die Inschrift 1854. Bei Renovierungsarbeiten 1985 wurden Reste eines barocken Deckengemäldes mit Engeln und Wolken gefunden.

## Ausstattung
Zur Ausstattung der Kirche gehört ein pokalförmiger Taufstein aus Stein mit Inschrift 1902 und einem Hirschwappen. Mechanische Kirchturmuhr mit einer kleinen Glocke im Turm, gegossen 1859 in Benneckenstein von den Gebrüdern Stützer. 
Die zwei großen Glocken aus Gusseisen wurden 1960 gefertigt und hängen im nebenstehenden Glockenhaus (elektrischer Antrieb seit 2015). Die große Glocke trägt die Inschrift „Ehre sei Gott in der Höhe.“